# بولسا دينورا - لعنة النار
بولسا دينورا ، بولسا دينورا أو بولسا دي نورا ( هي كلمة بابلية ارامية قديمة وتعني تقريبا "لعنة النار" في اليهودية ) هو طقس كابالي قديم مزعوم يتم فيه استدعاء الملائكة المدمرة لمنع المغفرة السماوية لخطايا الشخص، مما يتسبب في إصابة كل اللعنات المذكورة في الكتاب المقدس به مما يؤدي إلى وفاته. وهذا القانون مثير للجدل لأنه تم استخدامه ضد العديد من الشخصيات السياسية المعاصرة، بما في ذلك من قبل يوسف ديان الحاخام المتطرف ضد إسحاق رابين قبل اغتياله.
تم التشكيك في الأصول التاريخية لهذه الممارسات. ففي مجلة "ميشباخا"، وهي مجلة حريدية متشددة، أشار الدكتور دوف شوارتز من جامعة بار إيلان، إلى جانب الشخصية العامة الحريدية موشيه يهودا بلاو، إلى أن هذه الطقوس لا تمتلك جذورًا في التراث اليهودي التقليدي، بل يعود ظهورها إلى منتصف القرن العشرين. [1]

## علم أصول الكلمة
كلمة "بولسا" (وجمعها "Pulsē") هي اسم ذو أصول آرامية، مُشتق من الكلمة اللاتينية "pulsus" التي تعني "ضربة أو نبضة". أما اسم "نورا" فهو أيضًا آرامي الأصل، ويحمل دلالة على "النار" (وغالبًا يُستخدم كاسم مؤنث).